# Округ Батлер (Кентаки)
Округ Батлер (енгл. Butler County) је округ у америчкој савезној држави Кентаки.

## Демографија
По попису из 2010. године број становника је 12.690, што је 320 (-2,5%) становника мање него 2000. године.
| Група             | 2000.          | 2010.          |
| Белци             | 12.684 (97,5%) | 12.182 (96,0%) |
| Афроамериканци    | 68 (0,5%)      | 48 (0,4%)      |
| Азијати           | 22 (0,2%)      | 20 (0,2%)      |
| Хиспаноамериканци | 135 (1,0%)     | 322 (2,5%)     |
| Укупно            | 13.010         | 12.690         |